# Cmentarz ewangelicko-reformowany w Pstrążnej
Cmentarz ewangelicko-reformowany w Pstrążnej – czynny cmentarz ewangelicki ulokowany dookoła kościoła ewangelicko-reformowanego w Pstrążnej, należący do Parafii Ewangelicko-Reformowanej w Pstrążnej.

## Opis cmentarza
Cmentarz znajduje się na placu otaczającym kościół. Najstarsze nagrobki pochodzą z drugiej połowy XIX wieku. Większość starszych nagrobków posiada inskrypcje w języku niemieckim i czeskim, nowsze, z drugiej połowy XX wieku, zawierają inskrypcje w języku polskim.

## Galeria

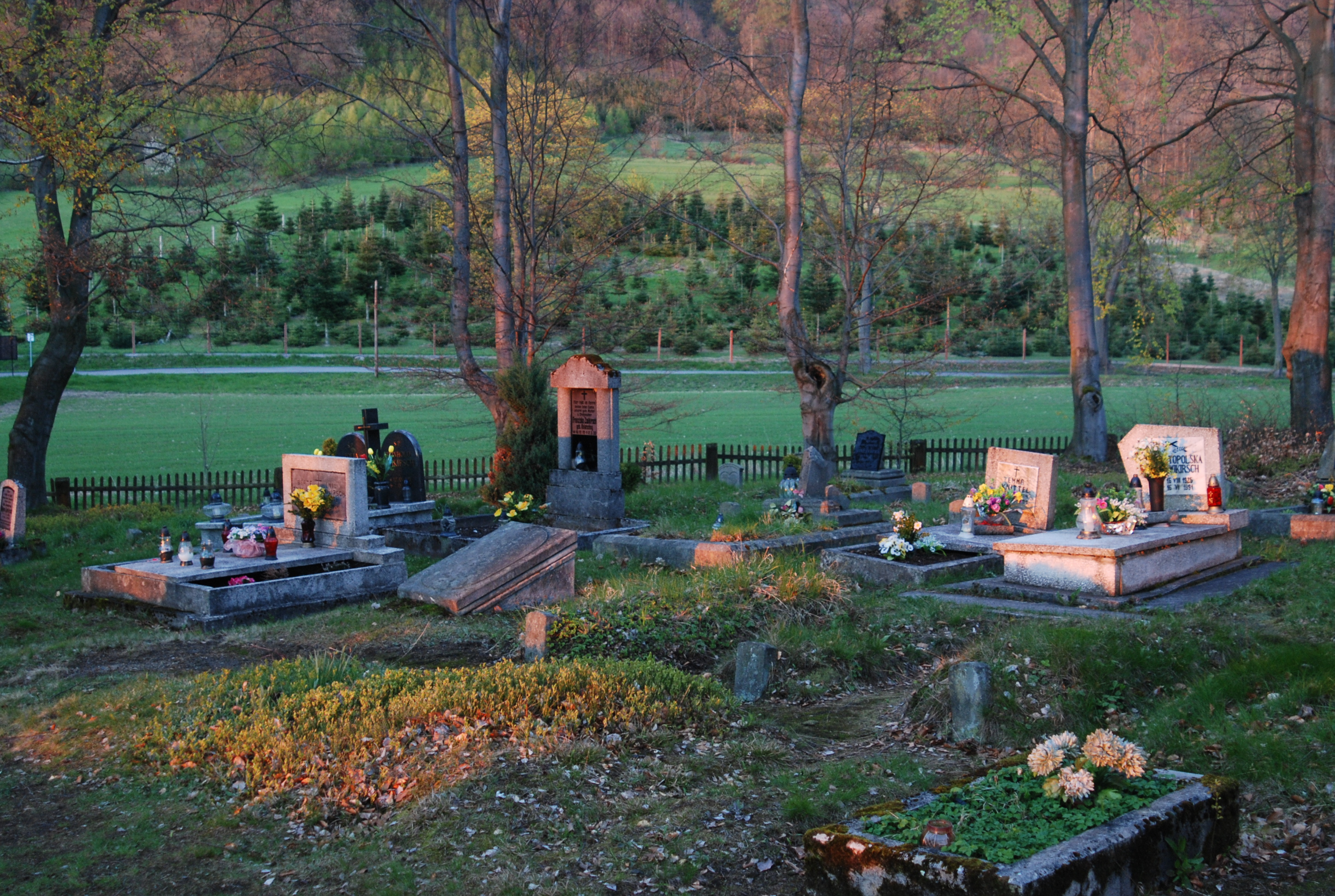
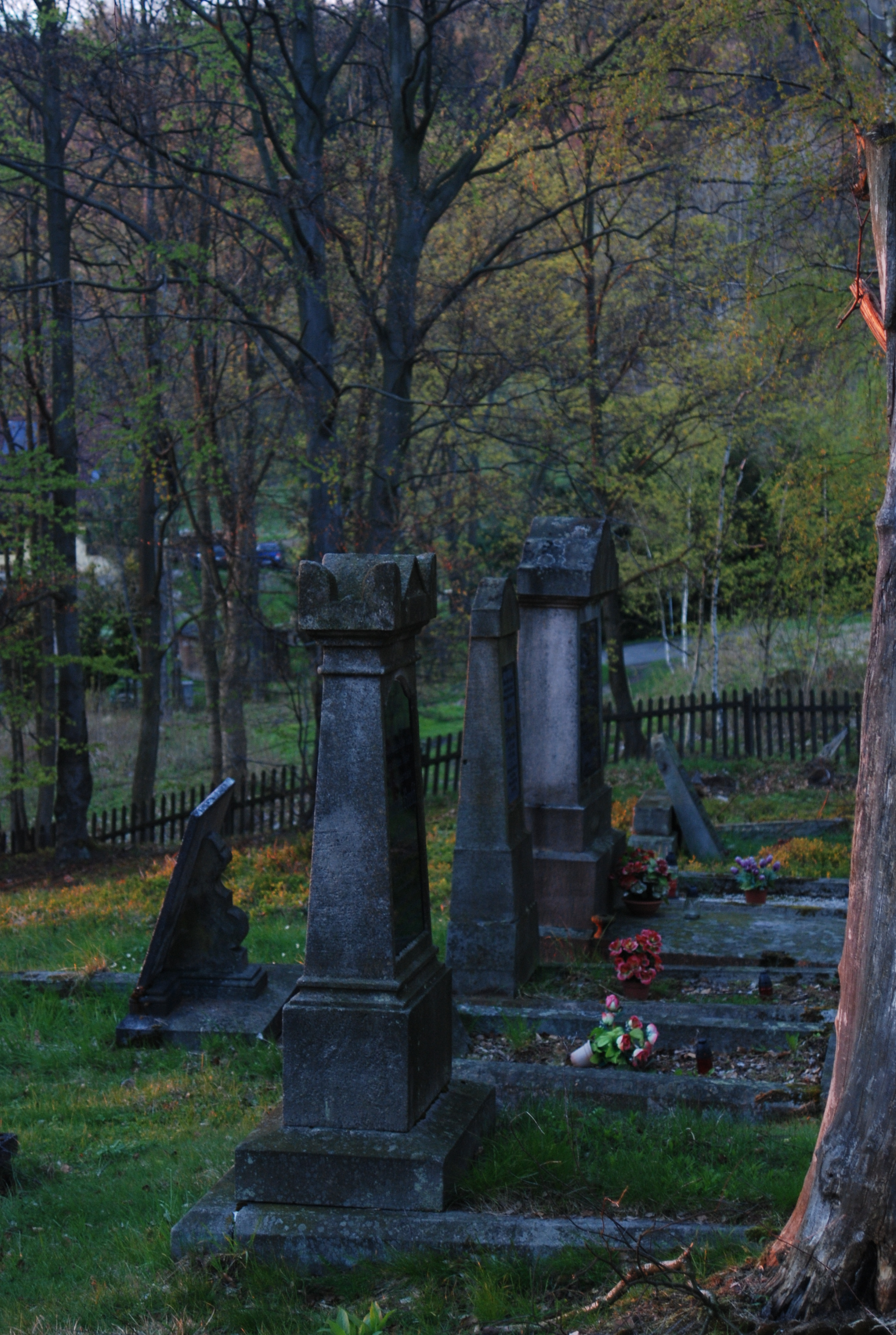
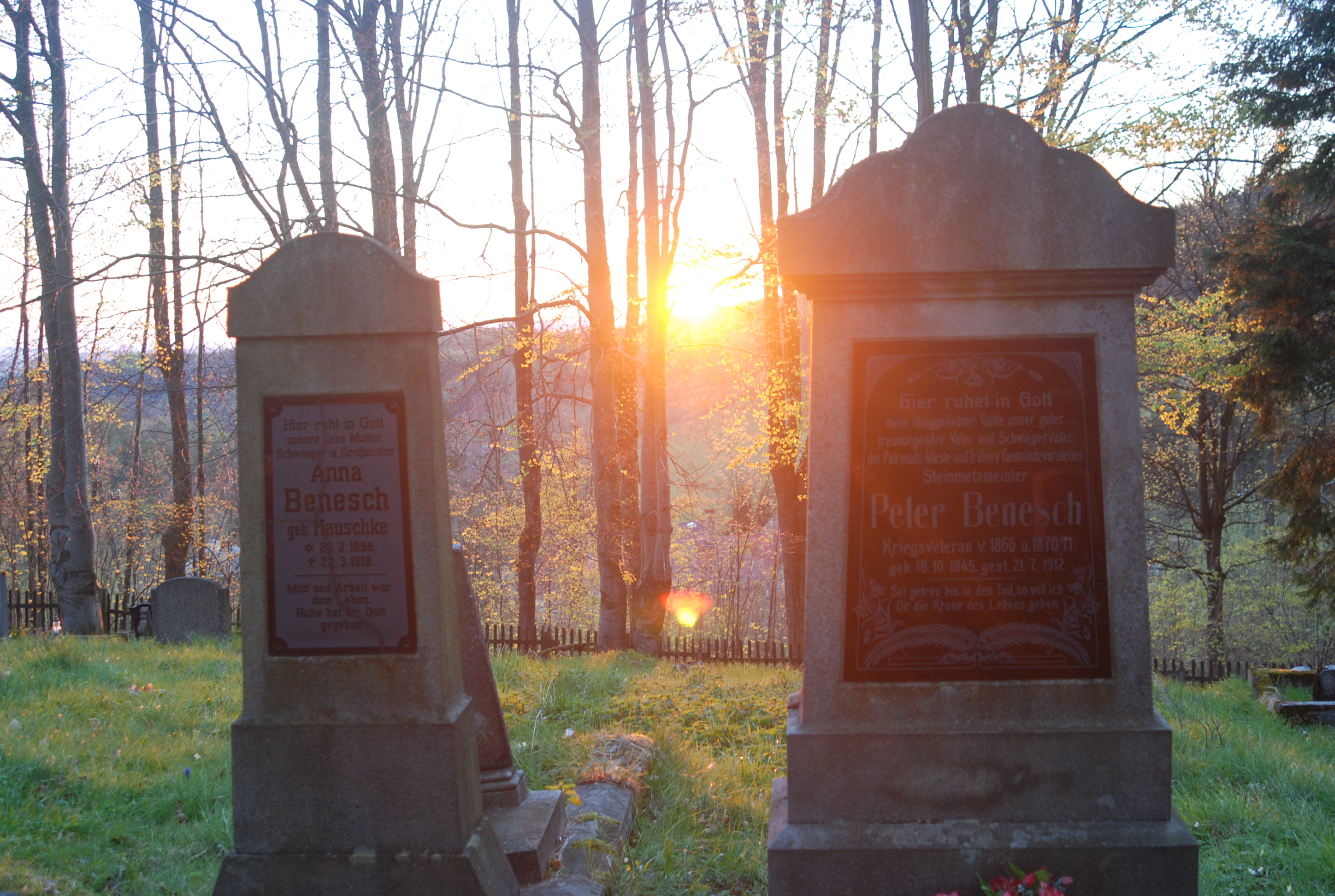
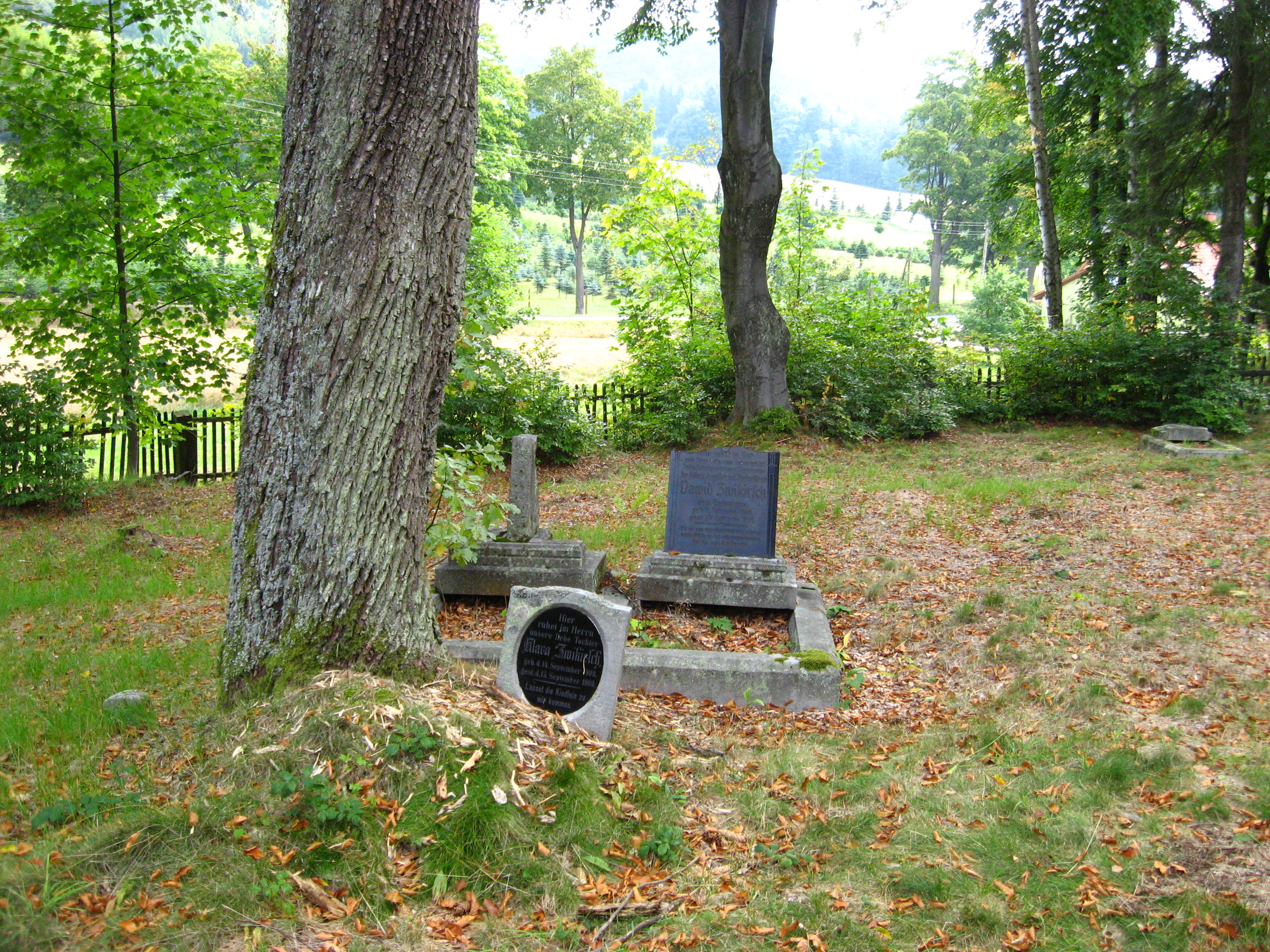
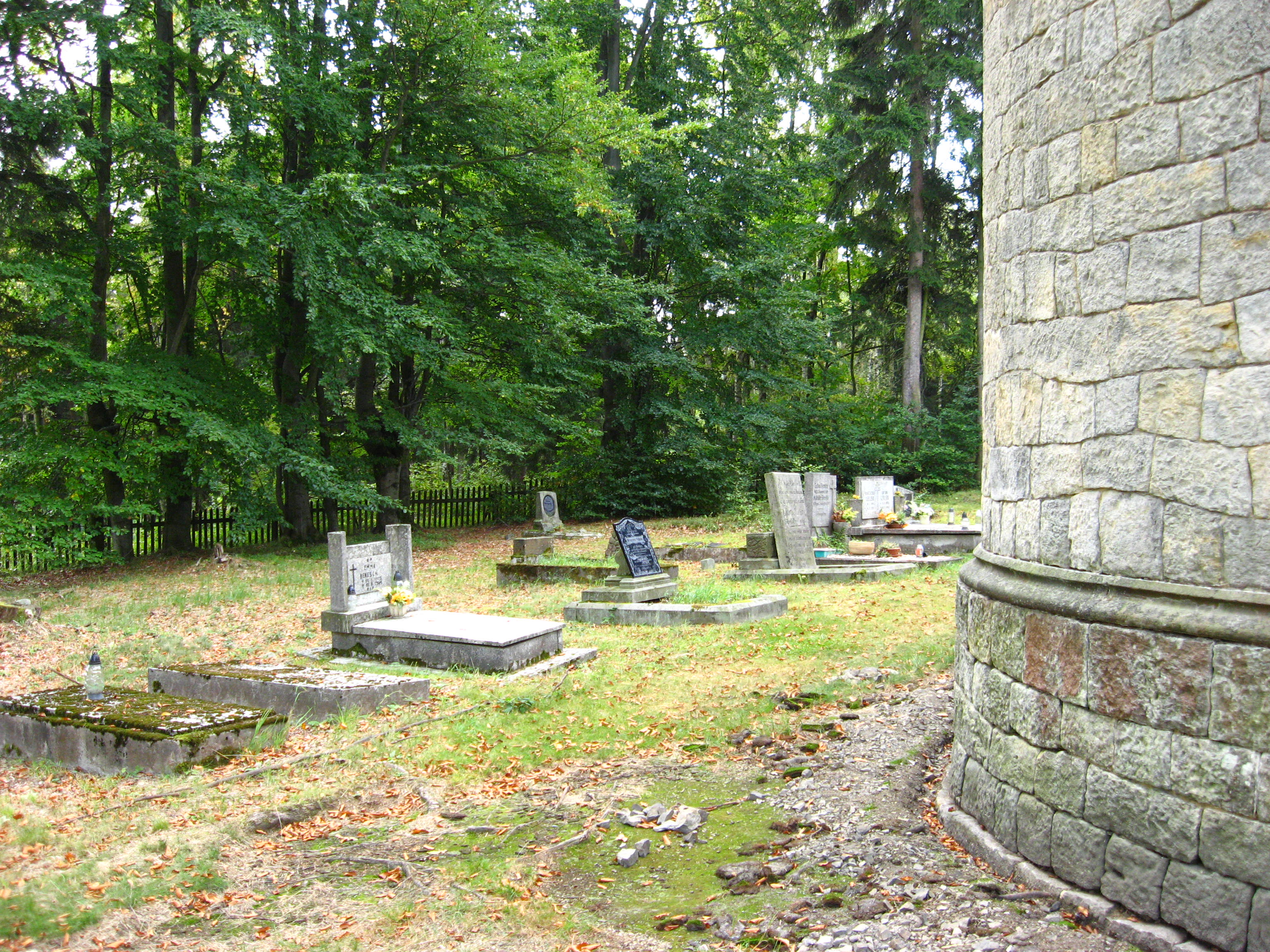
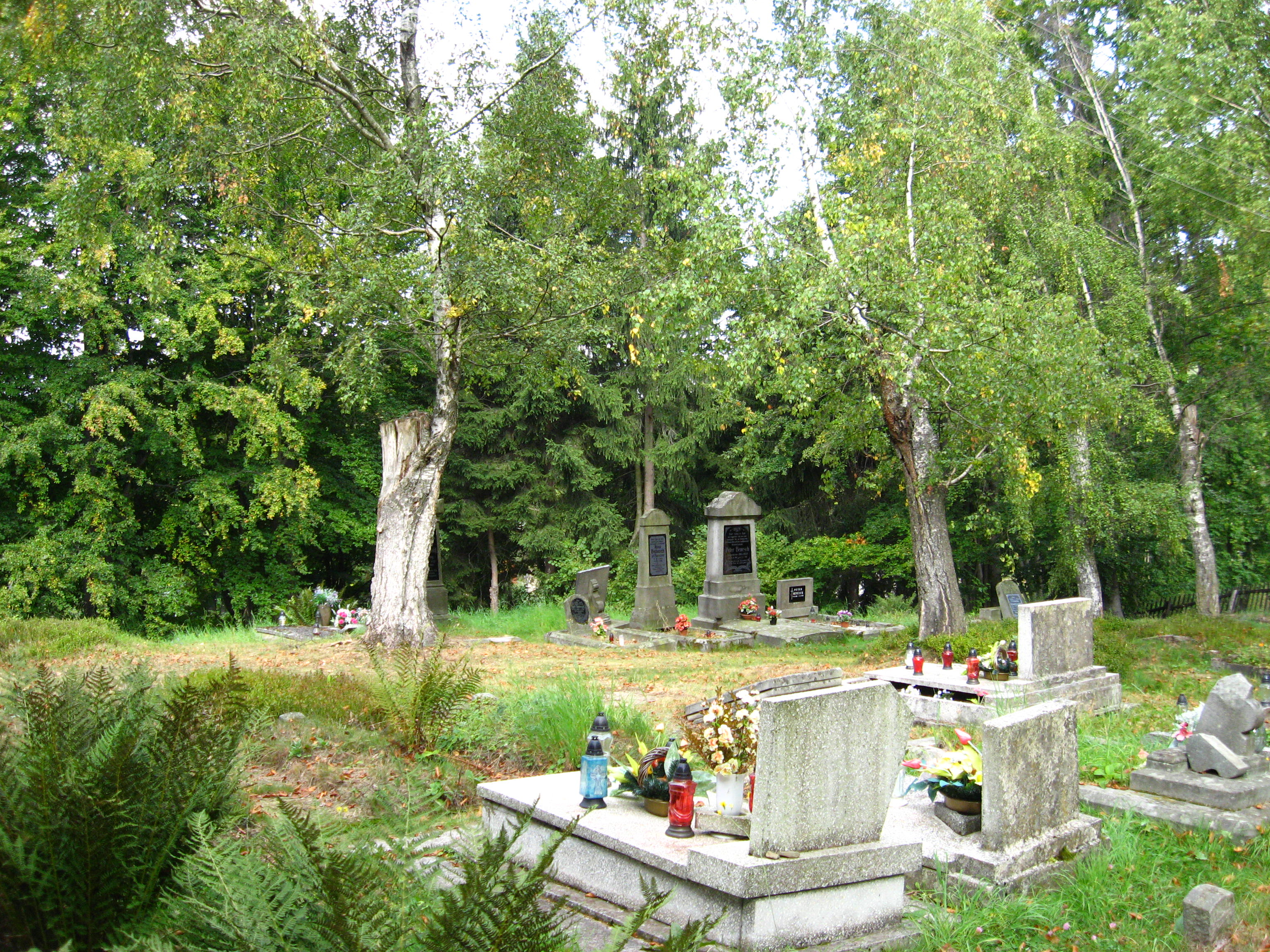